# Dicranomyia (Zelandoglochina) sublacteata
Dicranomyia (Zelandoglochina) sublacteata is een tweevleugelige uit de familie steltmuggen (Limoniidae). De soort komt voor in het Australaziatisch gebied.